# Mycetophila distigma
Mycetophila distigma är en tvåvingeart som beskrevs av Johann Wilhelm Meigen 1830. Mycetophila distigma ingår i släktet Mycetophila och familjen svampmyggor. Arten är reproducerande i Sverige. Inga underarter finns listade i Catalogue of Life.